# コシボソハナアブ
コシボソハナアブ (Baccha elongata) は、ハエ目（双翅目）ハナアブ科に属する昆虫の一種。和名の通り腹部が非常に細いのが特徴。
コシボソハナアブ属の模式種である。

## 形態
体色は金属光沢のある黒色で、触角と眼は赤褐色、額は青みがかった緑色。胸部の両肩部分には青白い斑点がある。腹部第3節、第4節には黄土色の斑点が各2つずつあり、腹部第5節にも小さい斑点が左右の側面に1つずつある。

## 分布
イギリスやアイルランドでは普通に見られる。その他、日本を含む旧北区や北アメリカにも分布する。